# Gerontodacus
Gerontodacus — викопний рід двокрилих комах родини мокреців (Ceratopogonidae), який існував у ранній крейді. Рештки комах знайдені в Іспанії та Лівані.

## Види
- Gerontodacus krzeminskii Choufani et al. 2015 — Ліван, 130 млн років;
- Gerontodacus punctus Borkent 2000 — Ліван, 130 млн років;
- Gerontodacus skalskii Szadziewski and Arillo 1998 — Іспанія, 112—100 млн років;
- Gerontodacus succineus Szadziewski 1996 — Ліван, 130 млн років.